# 山内可氏
山内 可氏（やまうち よしうじ）は、安土桃山時代から江戸時代前期にかけての武将、土佐藩の家老。

## 生涯
元亀2年（1571年）、美濃国本巣郡北方七間の城主・安東郷氏の子として誕生した。
天正8年（1580年）、父・郷氏は兄・友郷と共に主君・織田信長に反旗を翻し、天正9年（1581年）6月に誅伐される。幼少の可氏は母と共に叔父・山内一豊を頼って本巣郡岩手に幽居する。天正13年（1585年）8月、一豊が再度近江国長浜城主となると、長浜に赴いて扶助を受け、山内姓を拝する。
慶長6年（1601年）、前年の関ヶ原の戦いの功績により一豊が土佐国を領すると、幡多郡宿毛に7000石を与えられて家老となる。
寛永6年（1629年）11月7日、死去。